# (3417) Tamblyn
(3417) Tamblyn (1937 GG) – planetoida z pasa głównego asteroid okrążająca Słońce w ciągu 3,78 lat w średniej odległości 2,42 j.a. Odkrył ją Karl Wilhelm Reinmuth 1 kwietnia 1937 roku.